# Takht-e Rustam
Takht-e Rustam (darijsko تخت رستم) ali Stupa Takht-e Rostam je stupast budistični samostanski kompleks 2 km južno od mesta Ajbak v Afganistanu. Kompleks, zgrajen v 3. do 4. stoletju našega štetja, ko je bilo območje del Kušansko-sasanidskega kraljestva, je v celoti izklesan iz skalne podlage in »sestavljen iz petih prostorov, od katerih sta dve svetišči. Eden od njih ima kupolast strop z izdelanim lotosom. Na sosednjem hribu je stupa, na vrhu katere je harmika, z več grobnimi votlinami okoli podnožja. Gaznevidske kovance so po naključju našli v eni od jam.

## Kulturni pomen
Po muslimanskem osvajanju Afganistana je bil prvotni namen samostana izgubljen. Namesto tega je bilo mesto vključeno v perzijsko mitologijo v zgodbi o Rostamu in Sohrabu, ki je del perzijskega epa Šahname iz 10. stoletja perzijskega pesnika Firduzija. V zgodbi je rečeno, da naj bi Rostam odpotoval v kraljestvo Samangan in ostal pri kralju v Takht-e Rustamu. Leta 2021 je afganistanska vlada to mesto obnovila in zgradila dvorano za turiste.

## Galerija
- Harmika leta 1939
- Do lokacije vodi nov most
- Jamski sistem v Takht-e Rustamu